# 九寨蝮
九寨蝮（学名：Gloydius lateralis），一种于中国四川省北部九寨沟国家级自然保护区发现的毒蛇，隶属于蝰科亚洲蝮属。学名种加词“lateralis”意为“侧的”，指本种腹部与第一行背鳞交界处具有一条独特的连续、规则的灰褐色条纹，这也是和高原蝮种组其他物种的主要鉴别特征之一。

## 鉴别特征
眼相对较大，眼径/头长（ED/HL）0.145－0.171（n=5）；腭骨齿3；身体中段背鳞20或21行；腹鳞151－163枚（n=9）；尾下鳞38－49枚（n=6）；身体背部呈浅绿色或浅棕色，具有4行锯齿状深棕色斑块，中间两行以交替的叶序状底色图案分隔；身体和尾巴两侧有连续的、规则的灰褐色腹外侧条纹。